# George Leriche
 (septembre 2010).
Si vous disposez d'ouvrages ou d'articles de référence ou si vous connaissez des sites web de qualité traitant du thème abordé ici, merci de compléter l'article en donnant les références utiles à sa vérifiabilité et en les liant à la section « Notes et références ».
George Leriche, né le 2 février 1989, est un joueur de golf professionnel français qui évolue sur le Alps Tour (3e division européenne).
Il est originaire du Pas-de-Calais et commence le golf au golf de Nampont-Saint-Martin avec son grand-père.
Il participe à plusieurs éditions des championnats de France Jeunes où il se qualifie fréquemment pour les phases finales.
Fin 2009, il obtient sa carte pour la saison 2010 de l'Alps Tour.
Parmi ses résultats professionnels, notons une neuvième place au Slovenia Golf Open 2010, qui s'est déroulé du 14 au 16 mai 2010 au Ptuj Golf Club, ainsi qu'une seconde place au Feudo Di Asti, tournoi de l'Alps Tour se déroulant en Italie du 10 au 12 septembre. Lors de ce tournoi il signe les cartes de 67, 64 et 69 pour un total de moins 10. Il perd en play-off face à l'Écossais Gavin Dear.